# Bahiai füziketirannusz
A bahiai füziketirannusz (Phylloscartes beckeri) a madarak (Aves) osztályának verébalakúak (Passeriformes) rendjébe és a királygébicsfélék (Tyrannidae) családjába tartozó faj.

## Rendszerezése
A fajt Luiz Pedreira Gonzaga és José Fernando Pacheco írták le 1995-ben.

## Előfordulása
Brazília keleti részén honos. Természetes élőhelyei a szubtrópusi vagy trópusi síkvidéki és hegyi esőerdők. Állandó, nem vonuló faj.

## Megjelenése
Testhossza 12 centiméter. Zöldes színű, halvány szürke koronát visel és szemgyűrűje van. Fehéres-sárgás a torka és melle.

## Természetvédelmi helyzete
Az elterjedési területe nagyon kicsi, egyedszáma 2500-9999 példány közötti és csökken. A Természetvédelmi Világszövetség Vörös listáján veszélyeztetett fajként szerepel.